# Sergej Alekseevič Žarov
Sergej Alekseevič Žarov (in russo Сергей Алексеевич Жаров? e noto anche con la traslitterazione anglosassone Serge Jaroff; Makar'ev, 20 marzo 1886 – Lakewood, 5 ottobre 1985) è stato un direttore di coro e compositore russo naturalizzato statunitense, fondatore e, per la durata di sessant'anni, direttore e compositore del Coro dei Cosacchi del Don Serge Jaroff.

## Biografia
Jaroff studiò canto corale alla Scuola Sinodale di Mosca e fu insegnante di canto. Prestò servizio come tenente nella guerra civile russa. Nel 1920, la Divisione Don fu spinta dall'Armata Rossa verso la Crimea. Da li, fu evacuata a Cilingir, un campo di internamento nei pressi di Costantinopoli. A gennaio, Jaroff diede vita, insieme ai profughi, ad un coro. La maggior parte dei cantanti che, successivamente presero parte al Coro dei Cosacchi del Don, appartenevano alla Divisione del Don sin agli inizi della guerra, nel 1941. La terza divisione del Don fu trasferita, nel marzo 1921, sull'isola greca di Lemno e da lì le truppe furono imbarcate in direzione di Burgas in Bulgaria. Gli inviati russi presenti sul luogo, chiesero a Jaroff di accompagnare, con il suo coro, le funzioni religiose. Il coro, composto da 32 cantanti professionisti, iniziò la sua attività il 23 giugno 1923 nella Cattedrale di Alexander Nevskij a Sofia. Da lì a poco ricevette l'invito a cantare a Montargis in Francia, ma, per mancanza di fondi, si fermò a Vienna. L'ultima grande tournée fu nella stagione 1978-1979, anche se Jaroff continuò a lavorare come direttore negli Stati Uniti fino al 1981. Il 20 marzo 1981, passo la direzione del coro al suo amico e manager Otto Hofner che fu sostituito nel 2001 da Wanja Hlibka, la più giovane solista del coro di Jaroff.

## Vita privata
Jaroff sposò Neonila a Berlino e Insieme ebbero un figlio, Aliosja, e vissero a Lakewood nel New Jersey, dove egli mori nel 1985. Poco prima dell'inizio della seconda guerra mondiale, nel 1936, ricevette la nazionalità statunitense. Fu seppellito nel cimitero di St Mary's a Jackson nel New Jersey.